# Caso Standard Liegi-Waterschei
Il caso Standard Liegi-Waterschei è un caso di corruzione di calciatori al fine di assicurare allo Standard Liegi la vittoria del Division I 1981-1982.

## Fatti
Tra il 1980 e il 1983 lo Standard Liegi è uno dei protagonisti del calcio belga ed è allenato dal 1981 da Raymond Goethals. Il club ha vinto due titoli consecutivi di campione del Belgio (1982 e 1983), e due Supercoppa del Belgio (1981 e 1983).
Nella stagione 1981-1982 raggiunge la finale di Coppa delle Coppe, affrontando il Barcellona allo stadio Camp Nou e, nello stesso anno, ha due punti di vantaggio sull'Anderlecht.

## Indagini
La vicenda nacque nell'ottobre 1983 da un'inchiesta sul calcio professionistico e, dal 22 febbraio 1984, le indagini furono condotte dallo Standard BSR, che collegò i conti del club ad un sequestro di denaro contante parallelo, fatto dall'amministratore delegato Roger Petit. Due giorni dopo, il 24 febbraio, Roger Petit e Raymond Goethals confessarono: hanno commesso falso per eludere il pagamento dell'imposta. Il capitano dello Standard Liegi, Eric Gerets, fu sottoposto all'interrogatorio il 28 febbraio. La gara Standard Liegi-Waterschei dell'8 maggio 1982, l'ultima di quella stagione che ha permesso allo Standard Liegi di diventare Campione del Belgio, era stata truccata.
Raymond Goethals non aveva mai vinto un Campionato in Belgio, nonostante i risultati eccellenti con l'Anderlecht, e, sul finire della stagione, divenne sempre più sospettoso. Convinto di una congiura per garantire che lo Standard Liegi non vincesse il titolo, decise di acquistare l'ultima partita della stagione contro il Waterschei, in cui bastava un pareggio per vincere lo Scudetto. Ci furono anche delle coincidenze: il fratello di Gérard Plessers giocava per il Waterschei, è stato un vicino di casa di Eric Gerets, ed egli stesso era un amico del capitano del Waterschei Roland Janssen. Prima della partita, Eric Gerets chiese a Roland Janssen di farli vincere, anche in vista della partita contro il Barcellona, in cambio di un importo di 420.000 franchi belgi (circa 10.400 euro). Lo Standard Liegi vinse sul campo per 3-1 e, di conseguenza, vinse lo Scudetto. Poco meno di due anni dopo il caso venne scoperto.

## Sentenza
Nell'aprile 1984, la Federazione calcistica del Belgio decise di emettere le seguenti squalifiche:
Tesserati società
- Raymond Goethals (allenatore Standard Liegi): rimosso.
- Roger Petit (dirigente Standard Liegi): rimosso.

Calciatori
- Eric Gerets (Standard Liegi): 2 anni.
- Jos Daerden (Standard Liegi): 6 mesi.
- Walter Meeuws (Standard Liegi): 6 mesi.
- Théo Poel (Standard Liegi): 6 mesi.
- Simon Tahamat (Standard Liegi): 6 mesi.
- Michel Preud'homme (Standard Liegi): 6 mesi.
- Gerard Plessers (Standard Liegi): 6 mesi.
- Guy Vandersmissen (Standard Liegi): 6 mesi.
- Arie Haan (Standard Liegi): assolto.

Allo Standard Liegi non fu revocato lo Scudetto e non fu retrocesso a causa della prescrizione.
A causa delle squalifiche lo Standard Liegi fu costretto a finire il Division I 1983-1984 con i giocatori giovani. Dopo questa inchiesta lo Standard Liegi ha dovuto aspettare il Pro League 2007-2008 per rivincere il titolo, seguito da un altro nella stagione 2008-2009.